# Anorchismus
Anorchismus nebo anorchie je velmi vzácná porucha, při které muži již od narození chybí obě varlata.

## Příčiny
V několika prvních týdnech po oplození začne v embryu vývoj pohlavních orgánů. Pokud se však, v případě mužského pohlaví, vývoj přeruší, bude mít jedinec odlišnosti od svého pohlaví v závislosti na tom, kdy k přerušení vývoje došlo:
- do 8. týdne: Jedinec bude mít ženské genitálie (Swyerův syndrom).
- mezi 8. a 10. týdnem: Jedinec bude mít neurčité pohlaví.
- později: Jedinec bude mít normálně vyhlížející pohlavní orgány (penis i šourek), ale budou mu chybět varlata (vrozený anorchismus).

Přesná příčina nedokonalého vývoje genitálií není známa, ale svou roli zde hrají genetické faktory.

## Příznaky
Při tomto onemocnění je vývoj muže a vzhled jeho genitálií až do období puberty normální. V samotné době puberty u něj však neproběhne vývoj druhotných pohlavních znaků, jako je růst vousů, zvětšení penisu, prohlubování hlasu atp.

## Léčba
Léčba tohoto onemocnění sestává z dodávání androgenu (mužského pohlavního hormonu), implantace umělých varlat a v neposlední řadě také psychické podpory.